# Giovanni Carlo Boschi
Giovanni Carlo Boschi (ur. 9 kwietnia 1715 w Faenzy, zm. 6 września 1788 w Rzymie) – włoski duchowny katolicki, kardynał, tytularny arcybiskup Aten, prefekt Kongregacji ds. Korekty Ksiąg Obrządków Wschodnich.

## Życiorys
Święcenia kapłańskie przyjął 5 marca 1746. W latach 1754–1758 był sekretarzem ds. Memoriałów. 22 września 1760 został wybrany tytularnym arcybiskupem Aten. Sakrę przyjął 5 października 1760 w Castelgandolfo z rąk papieża Klemensa XIII (współkonsekratorami byli patriarcha Ludovico Calini i arcybiskup Giovanni Ottavio Bufalini). 21 lipca 1766 Klemens XIII wyniósł go do godności kardynalskiej z tytułem prezbitera Ss. Giovanni e Paolo. Wziął udział w konklawe wybierających Klemensa XIV i Piusa VI.
Od 1767 do śmierci był wielkim penitencjarjuszem. W latach 1773–1774 pełnił urząd Kamerlinga Świętego Kolegium Kardynałów.